# Ljubav i poneka psovka
Pour plus de détails, voir Fiche technique et Distribution.
Ljubav i poneka psovka (littéralement « l'amour et quelques jurons ») est un film yougoslave (croate) réalisé par Antun Vrdoljak, sorti en 1969.

## Fiche technique
- Titre original : Ljubav i poneka psovka
- Titre anglais : Love and Some Swear Words
- Réalisateur et scénario : Antun Vrdoljak
- Musique : Zivan Cvitkovic
- Société de production : Croatia Film
- Format : Couleur - Son mono
- Genre : Long métrage dramatique
- Durée : 88 minutes
- Date de sortie : 
  - Yougoslavie : 3 novembre 1969

## Distribution
- Boris Dvornik : Mate Pivac
- Ružica Sokić : Elma
- Boris Buzančić : Gile